# Église Saint-Étienne de Dingy-Saint-Clair
L’église Saint-Étienne est une église paroissiale située sur la place centrale de la commune de Dingy-Saint-Clair en Haute-Savoie. Sa construction daterait du Ve siècle. Relevant du diocèse d'Annecy, elle appartient à la paroisse de Saint-Pierre-Favre.
La richesse de ce monument se retrouve dans son passé historique, son architecture extérieur ou intérieur (son chœur, ses autels, son mobilier liturgique, etc.). Elle a fait l’objet de plusieurs rénovations dont la dernière remonte à l'année 2017.

## Historique
L’histoire de cette église a été marquée par de nombreuses destructions et reconstructions. Elle suivit un long parcours avant d’être l'église actuelle.

### Ses origines
La découverte de tombes près de l’église, nous a permis de dater sa réalisation au Ve siècle. D’après des écrits, cette première église était dédiée à saint Étienne. D’après l’inventaire de 1694, l’église possédait une relique du saint, à savoir un pied d'argent sur lequel fut déposé un reliquaire contenant le bras de saint Étienne. Cependant, nous n’avons pas plus d’informations sur cette première église. La seule source que nous possédons est celle du testament du seigneur de Menthon, le 3 novembre 1384. Il va affirmer sa volonté d’être enterré dans l’église Saint-Étienne comme ses ancêtres. Nous pouvons donc supposer une tradition de plusieurs siècles.

### La reconstruction de l'église auXVesiècle
En 1411, l'évêque de Genève, Jean V de Bertrand lors d'une visite épiscopale ordonne aux paroissiens de réparer le porche avant le 25 décembre.
Ensuite, en 1470, un visiteur épiscopal enjoignit à son tour aux paroissiens de refaire à neuf l’église. Puis, en 1480 Catherine de Cordon, femme de Jean II de Menthon, fonde une chapelle avec un chœur gothique, toujours présent.

### La reconstruction de l'église auXIXesiècle
Les désordres et les destructions que l’église a pu subir par les révolutionnaires a nécessité une reconstruction de celle-ci. Ainsi, en 1833, le conseil municipal vote sa reconstruction. Les travaux commencent 4 ans plus tard et furent confiés à un architecte annécien. Louis Ruphy, l'architecte, décide de conserver le chœur ancien et de surélever la toiture de deux mètres. L’architecture extérieure est très appréciée. Cependant, celle de l’intérieur attire de nombreuses critiques. En effet, Raymond Oursel le décrit comme un « vaisseau sans style » avec un clocher « banal ».
La façade de l’église avec ses quatre colonnes dorique et son auvent décoré d’un fronton triangulaire serait une reproduction de la façade de la basilique de Superga, à Turin.

## Description

### Le chœur
Raymond Oursel décrit le chœur de l’église dans son livre « les chemins du sacré : « le chœur est long de deux travées, la première de plan sensible carré, la seconde terminé par un mur à trois plans. Il est vouté d'Ogive (architecture) dont la modérature, un talon, un cavet, un méplat, est celle de plusieurs églises du genevois ; les doubleaux, eux, sont moulurés de cavets très évasés sur lesquels prend appui un petit tore à filet ; les Formeret ont une moulure semblable, dont le tore s’arrête le long des supports au niveau de la naissance des arcs. ». L’ensemble est très dépouillé. Il n’y a pas de chapiteaux sculptés.
Il y a deux voûtes séparées par un arc-doubleau. Elles sont terminées par des Clé de voûte (architecture) armoriées en pierre apparente. La clef de l’est est la représentation d’un lion avec par-dessus une bande bleue qui fait la diagonale. Cette clef représente les armes des Menthon, seigneurs de Dingy. La clef de l’ouest représente les armes-composées des Menthon et des Coligny. Ainsi, dessus, se trouve un aigle avec une couronne, un bec et des pattes bleus. Ces armoiries permettent de connaitre les auteurs de la reconstruction de l’église. Ainsi, sa reconstruction en 1480 se fait sous Georges de Menthon et Marie de Coligny.
De chaque côté du chevet, il y a deux armoires creusées dans le mur. La première était utilisée pour recevoir les saintes Espèces tandis que l’autre permettait d’évacuer les eaux bénites. La custode, boîte où le prêtre enferme l’hostie, est du style renaissance tandis que la crédence, lieu où sont déposés les objets du culte, est surmontée d’une triple accolade gothique. Ces éléments montrent un témoignage exceptionnel du passage de l' architecture gothique à l'architecture de la Renaissance, vers les années 1480.
L’autel majeur a été offert en 1867. Ce ciborium est en bois doré. Il supporte la statue du Sacré-Cœur entourée de deux anges. En bas de l’autel, des reliefs évoquent les saints vénérés à Dingy. À gauche, se trouve saint Clair qui guérit deux aveugles, à droite la lapidation du diacre Étienne,.

### Les vitraux
Les vitraux de la Renaissance de l’église Saint-Étienne sont un trésor. Offerts par la famille de Menthon, ils ont été mis en place dans le chevet de l’église lors de sa reconstruction à la fin du XVème. Selon, Raymond Oursel, leur style vient de l’influence germano-suisse et de la Sainte-Chapelle de Chambéry. Les grands vitraux étant délabrés, ils sont vendus en 1880 par le curé de la paroisse au musée d'Annecy. À noter, qu’ils retrouvèrent leur place d’origine en 1951 grâce à l’action du conservateur des Antiquités et objets d’arts de Haute-Savoie, M. André Jacques. En effet, André Jacques et l’abbé Compois, curé de Saint-Etienne, ont entamé des dures négociations avec le maire d’Annecy pour que les vitraux retournent à l’église Saint-Étienne de Dingy. En 1951, la restauration des vitraux mais aussi des créations complémentaires ont été confiées par les Beaux-Arts à Jacques Bony, un peintre verrier de l’atelier parisien Jean Hébert-Stevens. 
Au-dessus de ces grands vitraux, appelé La sainte Trinité, se trouve Dieu. Il est le maître de l’univers qu’il tient dans sa main gauche et qu’il bénit par sa main droite. Au-dessus, il y a un pélican qui nourrit ses enfants de sa chair comme le Christ le fait de Eucharistie. La Trinité est entourée par deux anges, le Soleil, la Lune et deux diamants étoilés.
Au-dessous de la Trinité il y a la représentation du calvaire. Ainsi, au milieu, il y a le Christ crucifié entouré de deux anges qui récupèrent le sang. Ensuite, il y a Marie à gauche et à droite, en rouge, nous avons saint Jean. On retrouve une inspiration commune entre les vitraux de l’église Saint-Étienne de Dingy et la Sainte-Chapelle du château de Chambéry. En effet, ses ressemblances se retrouvent particulièrement dans la représentation de la Vierge Marie au niveau des plis des vêtements et des traits du visage. Des deux côtés du calvaire central, se trouve deux baies qui éclairent le chœur. Ces vitraux sont composés d’un vitrail ancien et d’un vitrail plus récent de la composition du restaurateur, Jacques Bony. Ainsi, la baie nord représente les saints patrons savoyards avec à gauche saint Maurice, patron de la maison de Savoie, et à droite Saint François de Sales, apôtre du Diocèse. Ensuite, nous avons la baie du sud dédiée aux saints de Dingy. Elle représente à droite saint Clair, figure du monachisme clunisien, et à gauche Sébastien (martyr). Il est important de souligner que le vitrail de Saint Sébastien, du fait de son style et de sa technique différente, est l’un des plus beaux vitraux de Dingy.

### L'autel de saint Sébastien
L’autel de saint Sébastien est le lieu de consécration dédié à sa Fraternité masculine. En effet, cette confrérie, sous le vocable de saint Sébastien, regroupait les volontaires pour soigner les malades et enterrer les morts de la Peste. Elle devint plus tard une confrérie de piété. Cet autel a été reconstruit au XIXème siècle. Nous pouvons retrouver dessus une statue du saint patron et un tableau appelé le retour d’Égypte de la sainte famille. Ce tableau, représente la Sainte Famille en marche, tournant le dos aux pyramides d’Égypte. L’enfant incarne Jésus et les parents sont saint Joseph et la vierge Marie. Il daterait du XIXe siècle.
Actuellement, le culte de saint Sébastien est très répandu dans la vallée du Fier par la La Balme-de-Thuy, Alex, et Thônes.

### L'autel du rosaire
L’autel du Rosaire est pour les femmes de la confrérie du Rosaire permettant la récitation du chapelet. On retrouve sur cet autel une Madone à l’enfant de Jésus et le tableau de la remise du Rosaire à saint Dominique et sainte Catherine-de-Sienne. Ce tableau représente l’enfant Jésus sur les genoux de sa mère qui offre le rosaire à saint Dominique. À droite, on observe Marie elle-même qui donne le rosaire à la dominicaine sainte Catherine de Sienne. La statue de Marie et de son enfant Jésus, évidée à l’intérieur, est en bois doré. Cette couleur dorée est le symbole de la lumière divine.

### Les baptistères
Les fonts baptismaux, en bois ciré, sont décorés par trois bas-reliefs séparés par des colonnes. Ces trois peintures sont reliées aux baptêmes. Ainsi, à droite, est représenté Ézéchiel avec la source d’eau vive, ensuite au centre on retrouve le baptême de Jésus par Jean-Baptiste dans le Jourdain et à gauche il y a le grand-prêtre Zacharie, qui bénit son fils Jean-Baptiste. Au-dessus, nous retrouvons la couronne royale de Savoie, surmontés elle-même par la colombe du Saint-Esprit. À l’intérieur se trouve un lavabo en pierre.

### Les cloches de l'église
Le village de Dingy-Saint-Clair possédait sept cloches. Elles vont être réquisitionnées à la Révolution pour être fondues et transformées en canon. Néanmoins, le conseil municipal va réussir à en garder une. La paix revenue, le conseil va voter l’achat d’une cloche à cinq mille francs en 1802. La cloche fut fondue devant l’église. Elle fut remplacée par une cloche provenant de la fonderie Paccard à la suite d’une fêlure.
L’église est enrichie d'une nouvelle cloche en 1870 appelée la mère de Dieu : Marie.